# Visur
Als Visur (von lateinisch videre, sehen) wird in der Geodäsie und einigen Sparten der Messtechnik die geradlinige Sichtverbindung zwischen zwei oder mehr Messpunkten bezeichnet. Bei der Erkundung dieser Sichtverbindung wird auch ihr Bestehen so bezeichnet.

## Beschreibung
Eine ungehinderte Visur ist die Voraussetzung für eine genaue Distanz- oder Richtungsmessung. Ist sie eingeschränkt, etwa durch das Laub von Bäumen oder andere nahe seitliche Sichthindernisse, können Messfehler oder Störungen in der Refraktion die Folge sein.
Bei hohen Ansprüchen an eine terrestrische Vermessung ist daher die  rechtzeitige Erkundung der Sichtverhältnisse und Vermessungspunkte wichtig. Eine allfällige Seitenrefraktion durch besonnte, erhitzte Flächen kann verringert werden, wenn man auf den Sonnenstand oder eine günstigere Wetterlage achtet. Ähnliche Vorkehrungen lassen sich auch bei erschwerten Messungen im Labor treffen.
Durch Methoden der Satellitengeodäsie lassen sich viele Probleme – insbesondere in schwierigem Gelände und bei starkem Bewuchs – leichter als früher lösen, weil die dafür nötigen Visuren steil nach oben verlaufen.
Streng genommen verläuft eine Visur nicht geradlinig, weil Lichtstrahlen durch die vertikale Abnahme der Luftdichte geringfügig gekrümmt werden. Diese terrestrische Refraktion beträgt durchschnittlich ein Siebentel der Erdkrümmung. Seit Gauß wird dieser Refraktionskoeffizient meist mit 0,13 der Erdkrümmung angenommen. An heißen Objekten oder im Tunnel kann es auch zur Seitenrefraktion kommen, die allerdings nur im Bereich von Winkelsekunden liegt.